# شاهنشاه ایران
شاهنشاه ایران (خط پهلوی کتیبه‌ای: 𐭬𐭫𐭪𐭠𐭭 𐭬𐭫𐭪𐭠 𐭠𐭩𐭥𐭠𐭭 هزوارش: MLKʾn MLKʾ ʾyrʾn آوانویسی به خط لاتین: šāhān šāh ī ērān)، عنوانی سیاسی و سلطنتی بود که توسط تعدادی از فرمانروایان حاکم بر فلات ایران در دوران پیش و پس از اسلام مورد استفاده قرار گرفت. قدیمی‌ترین موارد ثبت‌شده از کاربرد این عنوان مربوط به آغاز دوره شاهنشاهی ساسانی و زمامداری اردشیر بابکان است که از این عنوان در کتیبه نقش رستم خود و سکه‌های عهد زمامداری‌اش بهره برد. عنوان «شاهنشاه ایران» در سوابق مربوط به دوره‌های هخامنشیان و اشکانیان دیده نشده و کاربرد آن احتمالاً ابتکاری از طرف ساسانیان بوده‌است. بااین‌حال جلال خالقی مطلق کاربرد سیاسی «نام ایران» و عنوان‌های وابسته به آن در زمان ساسانیان را درادامه پیروی شاهان این سلسله از آیین‌های درباری و کشورداری زمان اشکانیان ارزیابی می‌کند. به باور شاپور شهبازی، اساس اندیشه باور به وجود یک کشور و حکومتی ایرانی به روزگار شکل‌گیری اوستا بازمی‌گردد که در دوره‌های هخامنشی و اشکانی به‌صورت غیررسمی تداوم یافته و بنیان‌گذار شاهنشاهی ساسانی برای پیوندزدن خود به شکوه گذشته ایران (شاهنشاهی‌های داریوش بزرگ و مهرداد دوم) به آن صورت رسمی داده‌است.
شاپور یکم، دومین شاهنشاه ساسانی و فرزند اردشیر یکم، پس از پیروزی بر امپراتوری روم و فتح سرزمین‌های جدید، این عنوان را به «شاهنشاه ایران و انیران (غیر ایران)» تغییر داد. سنت استفاده از این عنوان جدید را جانشینان شاپور نیز ادامه دادند. یزدگرد سوم آخرین دارنده عنوان شاهنشاه ایران و انیران بود که پس از ناکامی در برابر پیشروی سپاه اعراب مسلمان و به‌دنبال آن نیز کشته‌شدنش، واپسین شاهنشاهی پیش از اسلام ایران پایان پذیرفت.

## پس از اسلام
پس از سقوط شاهنشاهی ساسانی، این عنوان دیگر در سوابق دولتی خلفا و دولت‌های جانشین آن‌ها در قلمروی ایران، به‌مانند طاهریان، صفاریان، سامانیان، زیاریان، بوئیان و سلجوقیان دیده نمی‌شود. با سرنگونی خلافت عباسی و استقرار دولت ایلخانان مغول در مرزهای پیشین شاهنشاهی ساسانی، زمینه‌های سیاسی لازم برای احیای این عنوان نیز فراهم گردید و شاهان ایلخانی نخستین فرمانروایان پس از اسلام ایران بودند که خود را شاهنشاه ایران خواندند.
این عنوان از اوایل دوره تیموری تا اوایل دوره صفوی، در نامه‌هایی که میان فرمانروایان ایران و سران دولت‌های دیگر ردوبدل می‌شد نیز به‌چشم می‌خورد. برای نمونه سلاطین عثمانی در نامه‌های خود به برخی از فرمانروایان آق‌قویونلو، آن‌ها را شاهنشاه ایران خطاب می‌کردند. شاه اسماعیل یکم پس از فتح تبریز خود را شاهنشاه ایران خواند و درادامه دولتی مقتدر و یکپارچه را در ایران برقرار ساخت. جانشینان او به استفاده از این عنوان ادامه دادند.

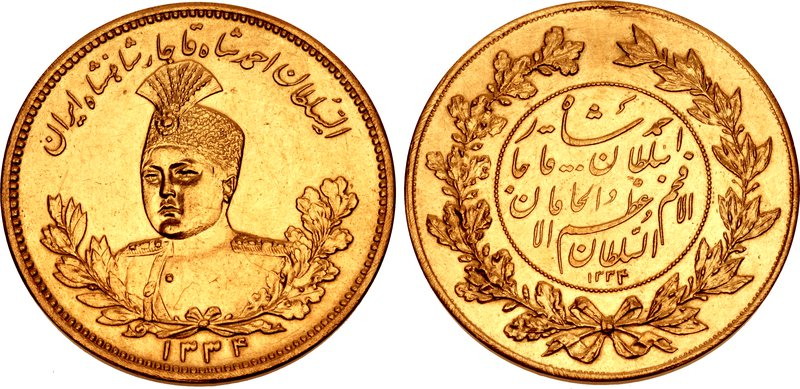
سکه احمدشاه قاجار با عنوان شاهنشاه ایران

پس از چندپارگی ایران افشاری و برقراری نظام زندیه، کریم‌خان زند، عنوان شاهنشاه را برای دست‌نشانده‌اش، اسماعیل سوم درنظرگرفت و خود به استفاده از عنوان وکیل (بعدها وکیل‌الرعایا) روی آورد. جانشینان کریم‌خان از به‌کاربردن عنوان وکیل خودداری کردند و در تاریخ‌نگاری ایرانی صرفاً از آن‌ها با نام و عناوین شخصی یا عنوان خان یاد شده‌است. آقامحمدخان قاجار، بنیان‌گذار دودمان قاجار، در ابتدا خود را خان و بعدها نیز شاه خواند. فتحعلی‌شاه، برادرزاده و جانشین او، دو عنوان والامقام‌تر شاهنشاه و خاقان را برای خود به‌کاربرد. عنوان دوم، ریشه در سنت ترکی-مغولی داشت. واپسین شاهنشاه ایران، محمدرضا پهلوی، برای برقراری پیوند هرچه قوی‌تر با تاریخ پیش از اسلام ایران، در کنار عنوان شاهنشاه، عنوان جدید آریامهر (خورشید آریایی‌ها) را نیز برای خود درنظرگرفت.

## فهرست‌های شاهنشاهان
- فهرست شاهان ساسانی
- فهرست ایلخانان مغول
- فهرست شاهان صفوی
- فهرست شاهان افشاری
- فهرست شاهان قاجاری
- فهرست شاهان پهلوی